# Pycnopsyche circularis
Pycnopsyche circularis är en nattsländeart som först beskrevs av Léon Abel Provancher 1877.  Pycnopsyche circularis ingår i släktet Pycnopsyche och familjen husmasknattsländor. Inga underarter finns listade i Catalogue of Life.